# KickassTorrents
KickassTorrents (comunemente abbreviato in KAT) è stato un sito web, fondato nel 2008, che ospitava file torrent e magnet link per facilitare il file sharing peer-to-peer con il protocollo BitTorrent. All'agosto 2015, secondo Alexa, KAT è l'indice di file torrent più visitato al mondo e si stima riceva ogni mese più di 319 milioni di accessi. Il 20 luglio 2016 il sito è stato sequestrato dal governo degli Stati Uniti, successivamente chiuso e l'autore del sito è stato arrestato.